# 堀雅寿
堀 雅寿（ほり まさとし、1953年10月14日 - ）は、日本の経営者。愛知県出身。

## 来歴・人物
1976年に慶應義塾大学法学部を卒業。富士ゼロックス、日本総合研究所での勤務を経て、2001年にポッカコーポレーションに転じ、取締役にも就任。2003年4月に専務を経て、2005年12月に社長に就任し、2011年6月には会長に就任。2013年1月にサッポロ飲料との経営統合により、ポッカサッポロフード&ビバレッジ社長に就任し、2014年1月には相談役に退いた。